# Weston Hills Country Club
De Weston Hills Country Club is een countryclub in de Verenigde Staten. De club werd opgericht in 1990 en bevindt zich in Weston, Florida. De club beschikt over twee 18-holes golfbanen en werden allebei ontworpen door de golfbaanarchitect Robert Trent Jones Jr.
De twee golfbanen hebben een eigen naam: de "Players"- en de "Tour"-baan. De "Tour"-baan werd opgericht in 1990 en de "Players"-baan in 1995. Op basis van de lengte van de baan, is de "Players"-baan (6604 m) langer dan de "Tour"-baan (6464 m) en de par is voor beiden 72.
Naast een golfbaan, biedt de club ook tennisbanen en een openluchtzwembad aan voor haar leden.

## Golftoernooien
Voor het golftoernooi stelt de club beide golfbanen beschikbaar. De lengte van de "Tour"-baan voor de heren is 6464 m met een par van 71. De course rating is 73,5 en de slope rating is 128. De lengte van de "Players"-baan voor de heren is 6604 m met een par van 72. De course rating is 74,7 en de slope rating is 130.
- Honda Classic: 1992-1995 ("Tour"-baan)